# ألانا مارشال
ألانا مارشال (بالإنجليزية: Alana Marshall)‏ هي لاعبة كرة قدم بريطانية، ولدت في 26 أبريل 1987 في Grangemouth ‏ في المملكة المتحدة. شاركت مع منتخب اسكتلندا لكرة القدم للسيدات. أما مع النوادي، فقد لعبت مع Hibernian W.F.C. ‏.

## وصلات خارجية
- ألانا مارشال على موقع الاتحاد الإسكتلندي (الإنجليزية)